# Розтріщеник волоскозубий
Розтріщеник волоскозубий (Schistidium trichodon) — вид мохів порядку гріміальних (Grimmiales).

## Поширення
Батьківщиною є Європа, Північна Америка, Азія.
Зростає на вапнякових скелях, від відкритих до затінених місць; на висотах від 0 до 3500 м.

## Характеристика
Рослини у відкритих пучках або розлогих килимах, чорні, темно-оливкові чи коричнево-оливкові. Стебла 1.8–12 см. Листки зазвичай дещо зігнуті, яйцювато-ланцетні, дистально різко кілеві, 1.7–2.7 мм, 1-шарові; краї зазвичай загнуті назад і дистально зубчасті, 1- чи 2-шаруваті; верхівки гострі; абаксіальна поверхня зазвичай слабко папілозна. Статевий стан автоіктичний (чоловічі й жіночі органи на одній рослині, але на окремих гілках). Коробочка червоно-коричнева, від циліндричної до коротко-циліндричної, 0.7–1.2 мм, у сухому стані іноді ребриста. Спори 9–13(19) мкм, зернисті чи майже гладкі. Коробочки дозрівають пізньої весни чи на початку літа.